# 約翰·皮尤

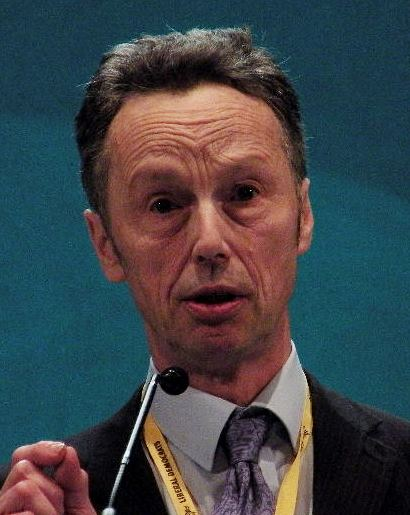

約翰·皮尤（John Pugh，1948年6月28日—）是一位英格蘭政治人物，他的黨籍是自由民主黨。自2001年開始，他擔任紹斯波特選區選出的英國下議院議員。他畢業於杜倫大學。